# Can Clota
Can Clota es uno de los barrios que conforman el municipio de Esplugas de Llobregat, en la comarca del Bajo Llobregat, provincia de Barcelona, Cataluña (España). Se trata de un barrio de carácter principalmente residencial, con una mezcla de construcciones tradicionales, viviendas unifamiliares y nuevos desarrollos urbanos.

## Características
El nombre del barrio proviene de la antigua masía de Can Clota, edificio que aún se conserva como parte del patrimonio local. El barrio ha experimentado en los últimos años procesos de renovación urbana, con la incorporación de zonas verdes y nuevos equipamientos que buscan mejorar la calidad de vida de los residentes.
Can Clota destaca por su proximidad al centro del municipio y por su buena conectividad. A pesar de su pequeña extensión (0,212 km²), dispone de servicios básicos, pequeños comercios y acceso a espacios naturales cercanos.

## Transporte

### Tranvía
El barrio está conectado mediante la red de tranvía Trambaix:
- – estación Can Clota (avenida de los Países Catalanes).

### Autobuses
Varias líneas de autobús operan en la zona:
- Líneas urbanas y metropolitanas: 57, 63, 67, 68, 78, 157.

## Equipamientos y servicios
Can Clota cuenta con centros educativos, instalaciones deportivas, comercios de proximidad y zonas ajardinadas. Está prevista la rehabilitación de la masía homónima para uso sociocultural. Su ubicación cercana a Collserola lo convierte también en un punto de acceso para actividades al aire libre.

## Patrimonio
- Masía de Can Clota: antigua casa rural del siglo XIX que da nombre al barrio. Su estructura se conserva y se plantea su rehabilitación como equipamiento municipal.
- Entorno natural: el barrio se encuentra a escasa distancia del Parque natural de la Sierra de Collserola.